# Michael Stahl-David

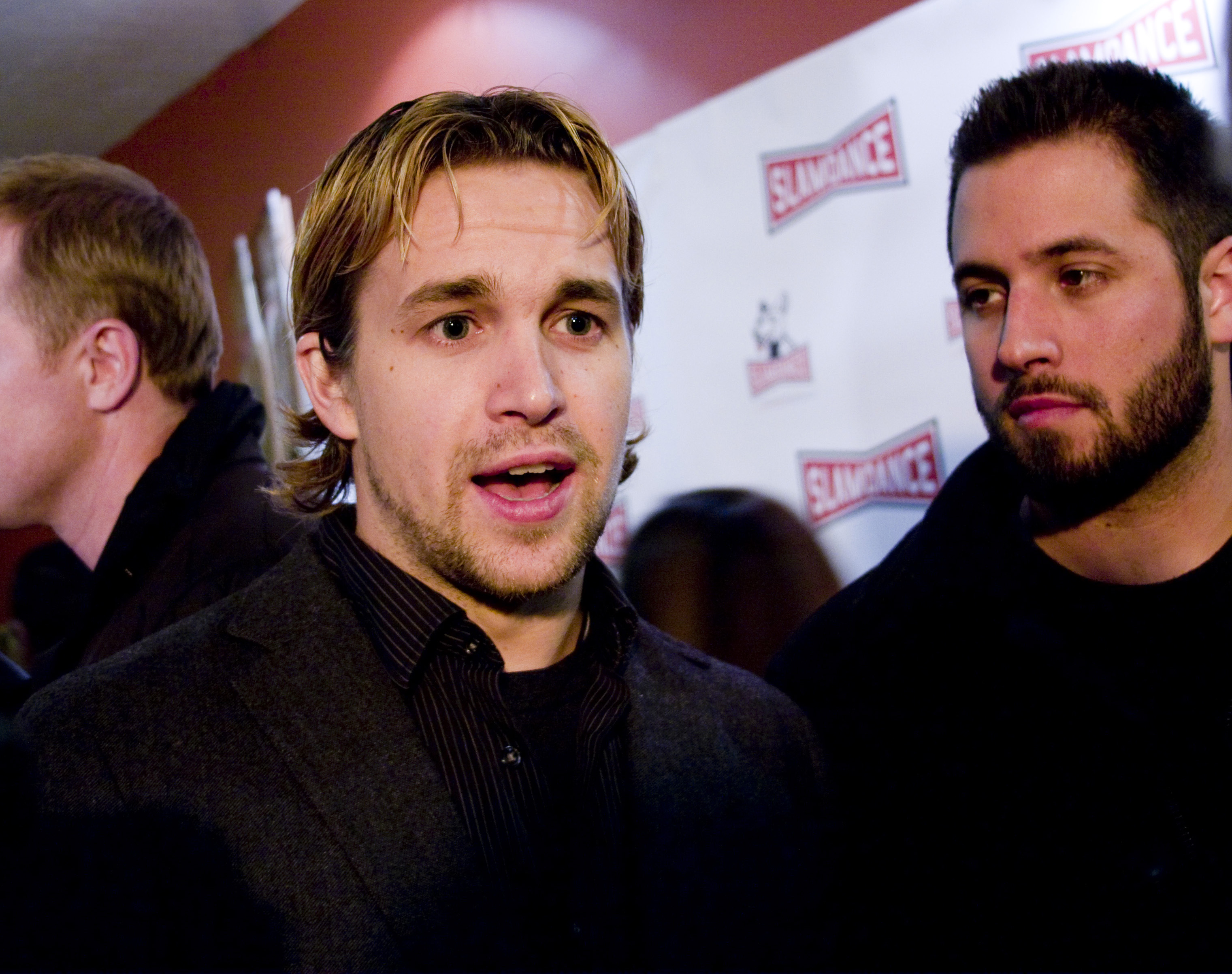
Michael Stahl-David tijdens Slamdance Film Festival in 2008

Michael Stahl-David (Chicago, 28 oktober 1982) is een Amerikaans acteur, filmregisseur, filmproducent en scenarioschrijver.

## Biografie
Stahl-David werd geboren in Chicago in een gezin met drie kinderen. Hij doorliep aldaar de middelbare school en ging er daarna studeren aan de Columbia College, waar hij de titel van Bachelor of Arts in de theaterwetenschap verwierf.
Voordat Stahl-David met acteren begon, was hij in Chicago een bekend graffitikunstenaar. In 2005 verhuisde hij naar New York.

## Filmografie

### Films
Uitgezonderd korte films.
- 2025: Down to the Felt - als Paul
- 2017: Please Stand By – Jack
- 2017: The Light of the Moon – Matt
- 2016: The Promise – Brad
- 2016: LBJ – Robert F. Kennedy
- 2015: Just in Time for Christmas – Jason Stewart
- 2014: In Your Eyes – Dylan Kershaw
- 2014: Take Care – Kyle
- 2013: Mutual Friends – Paul
- 2013: The Congress – Steve
- 2013: The Bounceback – Stan
- 2013: Boomerang – Sam Hamilton
- 2012: Girls Against Boys – Simon
- 2008: The Project – Justin
- 2008: Cloverfield – Rob Hawkins
- 2003: Uncle Nino – Craig
- 2001: New Port South – Rossetti

### Televisieseries
Uitgezonderd eenmalige gastrollen.
- 2022: Good Sam - als dr. Caleb Tucker - (13 afl.)
- 2019-2020: Almost Family - Donovan (8 afl.)
- 2019: Chambers - coach Jones - (5 afl.)
- 2018: The Deuce - Kenneth (5 afl.)
- 2017: Narcos – Chris Feistl (9 afl.)
- 2015: Show Me a Hero – Jim Surdoval (6 afl.)
- 2012: Person of Interest – Will Ingram (2 afl.)
- 2010: My Generation – Steven Foster (5 afl.)
- 2009: Kings – Paul Ash (3 afl.)
- 2007: The Black Donnellys – Sean Donnelly (14 afl.)

### Als regisseur, producent of scenarioschrijver
- 2018: We Win - korte film (productie en scenario)
- 2016: Like an Egyptian – korte film (regie en scenario)
- 2015: My Date with Carmelo – korte film (regie, productie en scenario)
- 2013: Easy – televisieserie (regie; ? afl.)
- 2013: Figments of a Father – korte film (productie)
- 2010: No Deal – korte film (productie en scenario)
- 2008: Michael Stahl-David: Behind the Star – televisieserie (regie, productie en scenario; 13 afl.)

- Gemeinsame Normdatei: 1062117700
- International Standard Name Identifier: 0000 0000 4680 9850
- Library of Congress Control Number: no2008072888
- Nationale Bibliotheek van Israël: 987011427787705171
- Système universitaire de documentation: 233768254
- Virtual International Authority File: 51500338
- WorldCat: E39PBJkxHWwTvBhcDXDW9R69Xd